# Spindlersfelder Ruderverein
Der Spindlersfelder Ruderverein wurde 1878 in Berlin-Spindlersfeld gegründet und war einer der ersten Rudervereine Berlins.
Nachdem Carl Spindler, der Leiter der Firma W. Spindler, im Frühjahr 1878 von einer Geschäftsreise in England zwei Sportruderboote zum Zwecke des Betriebssports mit nach Berlin brachte, fand bald darauf am 2. September 1878 ein Wettkampf mit einer Ruderergesellschaft, der späteren Ruder-Gesellschaft „Borussia“, über 1500 Meter an der Oberspree statt, den das Spindlersfelder Boot für sich entscheiden konnte. Eine Woche später mussten die Spindlersfelder gegen den Berliner Ruderverein antreten und gewannen auch dieses Rennen. Am 12. September wurde der Spindlersfelder Ruderverein dann offiziell gegründet.
Am 27. Juni 1880 trugen die drei genannten Vereine als Vereinigte Rudervereine der Oberspree auf der späteren Regattastrecke Berlin-Grünau die erste Regatta aus. Der Spindlersfelder Ruderverein war neben dem Berliner Ruder-Club eine der vier Rudermannschaften, die am 11. September 1881 eine der ersten Städteregatten in Deutschland austrugen. Aufgrund dieser Regatta gründete sich am 21. September des gleichen Jahres der Berliner Regatta-Verein.
Später wurde der Verein auch Spindlersfelder Ruderverein „Sturmvogel“ genannt, heute heißt er Ruderverein Berlin von 1878 e. V.